# 鴨島町内原
鴨島町内原（かもじまちょううちばら）は、徳島県吉野川市の大字。2010年10月1日現在の人口は905人、世帯数は175世帯。郵便番号は〒776-0003。

## 地理
吉野川市の東部に位置。西から南は鴨島町中島、東は鴨島町麻植塚、北は鴨島町喜来に接する。
旧鴨島町の中心地から約1km東方にあって、東西、南北ともに900mに満たない狭い農村地帯である。北部を麻名用水が東流して鴨島町麻植塚を通過し、鴨島町牛島へと流れている。

### 河川
- 麻名用水

### 小字
- 円ノ元
- 大道南
- 北松尾
- 桑ノ内
- 十王堂
- 西張
- 前場
- 松尾
- 柳ノ元

## 歴史
- 2004年（平成16年）10月1日 - 麻植郡鴨島町が川島町・山川町・美郷村と合併して吉野川市となり、現在の町名となる。

## 施設
- 荒神社
- 鴨島病院

## 交通

### 道路
国道
- 国道192号

都道府県道
- 徳島県道239号牛島上下島線